# Adam Sandler
Adam Richard Sandler (New York (New York), 9 september 1966) is een Amerikaans acteur, muzikant, producer en komiek.

## Biografie
Sandler komt uit een joods gezin uit Brooklyn. Zijn vader Stanley was elektrotechnisch ingenieur en zijn moeder Judy stond voor de kleuterklas. Adams eerste ervaring met comedy was een optreden in de Boston Comedian Club. Hij ontdekte dat het hem goed afging en ging steeds meer optreden. Ondertussen was hij ook een student aan de New York University. Hij studeerde daar af in 1991.
Nog tijdens zijn studie, in 1987, wist Sandler een kleine rol te bemachtigen bij The Cosby Show. Ondertussen werd hij tijdens een optreden ontdekt door Dennis Miller, die hem tipte bij Saturday Night Live-producer Lorne Michaels. Hierdoor kreeg Sandler ook een rol in die show. Nadat hij van 1991-1995 meegedaan had in Saturday Night Live schakelde hij over naar films.
In 1999 richtte hij met Happy Madison Productions zijn eigen productiebedrijf op.
In 2003 trouwde hij met Jacqueline Samantha Titone. Samen hebben ze inmiddels twee dochters. 
In 2011 kreeg Sandler een ster op de beroemde Hollywood Walk of Fame.

## Filmografie
| Film        | Film                                      | Film                              | Film                                                            |
| Jaar        | Film                                      | Rol                               | Bijzonderheden                                                  |
| ----------- | ----------------------------------------- | --------------------------------- | --------------------------------------------------------------- |
| 1989        | Going Overboard                           | Schecky Moskowitz                 | Eerste filmrol                                                  |
| 1992        | Shakes the Clown                          | Dink the Clown                    |                                                                 |
| 1993        | Coneheads                                 | Carmine                           |                                                                 |
| 1994        | Airheads                                  | Pip                               |                                                                 |
| 1994        | Mixed Nuts                                | Louie                             |                                                                 |
| 1995        | Billy Madison                             | Billy Madison                     | Ook als schrijver                                               |
| 1996        | Happy Gilmore                             | Happy Gilmore                     | Ook als schrijver                                               |
| 1996        | Bulletproof                               | Archie Moses                      |                                                                 |
| 1998        | The Wedding Singer                        | Robbie Hart                       |                                                                 |
| 1998        | Dirty Work                                | Satan                             | Cameo                                                           |
| 1998        | The Waterboy                              | Robert "Bobby" Boucher Jr.        | Ook als executive producer en schrijver                         |
| 1999        | Big Daddy                                 | Sonny Koufax                      | Ook als executive producer en schrijver                         |
| 1999        | Deuce Bigalow: Male Gigolo                | Robert Justin                     | Cameo (alleen stem)                                             |
| 2000        | Little Nicky                              | Nicky                             | Ook als executive producer en schrijver                         |
| 2001        | The Animal                                | Townie                            | Executive producer                                              |
| 2002        | Mr. Deeds                                 | Longfellow Deeds                  | Ook als executive producer                                      |
| 2002        | Punch-Drunk Love                          | Barry Egan                        | Genomineerd - Golden Globe voor beste film - musical of komedie |
| 2002        | Eight Crazy Nights                        | Davey Stone                       | Ook als producer en schrijver                                   |
| 2002        | A Day with the Meatball                   | Zichzelf                          |                                                                 |
| 2002        | The Hot Chick                             | Mambuza Bongo Guy                 | Ook als executive producer                                      |
| 2003        | Anger Management                          | Dave Buznik                       | Ook als executive producer                                      |
| 2003        | Pauly Shore Is Dead                       | Zichzelf                          | Documentaire                                                    |
| 2003        | Stupidity                                 | Zichzelf                          | Documentaire                                                    |
| 2003        | The Couch                                 | Couch Testing Guy                 | Korte film                                                      |
| 2004        | 50 First Dates                            | Henry Roth                        | Ook als executive producer                                      |
| 2004        | Spanglish                                 | John Clasky                       |                                                                 |
| 2005        | The Longest Yard                          | Paul Crewe                        | Ook als executive producer                                      |
| 2005        | Deuce Bigalow: European Gigolo            | Javier Sandooski                  | Ook als producer. Rol als Sandooski is "uncredited"             |
| 2006        | Click                                     | Michael Newman                    | Ook als producer                                                |
| 2007        | Reign Over Me                             | Charlie Fineman                   |                                                                 |
| 2007        | I Now Pronounce You Chuck and Larry       | Chuck Levine                      | Ook als executive producer                                      |
| 2008        | You Don't Mess with the Zohan             | Zohan Dvir                        | Ook als producer en schrijver                                   |
| 2008        | Bedtime Stories                           | Skeeter Bronson                   | Ook als producer                                                |
| 2009        | Funny People                              | George Simmons                    | Ook als executive producer                                      |
| 2010        | Grown Ups                                 | Lenny Feder                       | Ook als producer en schrijver                                   |
| 2011        | Just Go with It                           | Danny                             |                                                                 |
| 2011        | Zookeeper                                 | Donald the Monkey                 | Stem                                                            |
| 2011        | Jack and Jill                             | Jack Sadelstein / Jill Sadelstein | Ook als producer                                                |
| 2012        | That's My Boy                             | Donny                             | Ook als producer                                                |
| 2012        | Hotel Transylvania                        | Dracula                           | Stem, ook als executive producer                                |
| 2013        | Grown Ups 2                               | Lenny Feder                       | Ook als producer en schrijver                                   |
| 2014        | Blended                                   | Jim                               | Ook als producer                                                |
| 2014        | Top Five                                  | Zichzelf                          |                                                                 |
| 2014        | Men, Women & Children                     | Don Truby                         |                                                                 |
| 2014        | The cobbler                               | Shoe man                          |                                                                 |
| 2015        | Pixels                                    | Sam Brenner                       |                                                                 |
| 2015        | Hotel Transylvania 2                      | Dracula                           | Stem                                                            |
| 2015        | The Ridiculous 6                          | Tommy                             | Ook als producer en schrijver                                   |
| 2016        | The Do-Over                               | Max                               | Ook als producer                                                |
| 2017        | Sandy Wexler                              | Sandy Wexler                      | Ook als producer en schrijver                                   |
| 2017        | The Meyerowitz Stories (New and Selected) | Danny                             |                                                                 |
| 2018        | The Week Of                               | Kenny Lustig                      | Ook als producer en schrijver                                   |
| 2018        | Hotel Transylvania 3: Summer Vacation     | Dracula                           | Stem                                                            |
| 2019        | Murder Mystery                            | Nick Spitz                        | Ook als producer                                                |
| 2019        | Uncut Gems                                | Howard Ratner                     |                                                                 |
| 2020        | Goldman v Silverman                       | Rod Goldman                       |                                                                 |
| 2020        | Nature Planet                             | Verteller                         |                                                                 |
| 2020        | Hubie Halloween                           | Hubie Dubois                      |                                                                 |
| 2022        | Hustle                                    | Stanley Sugerman                  | dramafilm                                                       |
| Televisie   |                                           |                                   |                                                                 |
| Jaar        | Titel                                     | Rol                               | Bijzonderheden                                                  |
| 1987 – 1990 | Remote Control                            |                                   |                                                                 |
| 1987 – 1988 | The Cosby Show                            | Smitty                            |                                                                 |
| 1990        | The Marshall Chronicles                   | Usher                             | Aflevering "Brightman SATyricon"                                |
| 1990        | ABC Afterschool Specials                  | Drug Dealer                       | Aflevering "Testing Dirty"                                      |
| 1991 – 1995 | Saturday Night Live                       | Allerlei                          |                                                                 |
| 2001        | Undeclared                                | Zichzelf                          | Aflevering "The Assistant"                                      |
| 2005        | Getaway                                   | Henry Roth                        | Aflevering "Found"                                              |
| 2007        | The King of Queens                        | Jeff "The beast" Sussman          | Aflevering "Mild Bunch"                                         |
| 2013        | Jessie                                    | zichzelf                          |                                                                 |
| 2014        | Brooklyn Nine-Nine                        | zichzelf                          | Aflevering "Operation: Broken Feather"                          |